# Jardin de l'Infante
Le jardin de l'Infante est un jardin parisien situé entre le palais du Louvre et le quai François-Mitterrand, dans le 1er arrondissement. Aujourd’hui totalement détruit pour y installer des baraquements de chantier depuis plusieurs années.